# Salil Shetty
Salil Shetty, född 3 februari 1961, är en indisk människorättsaktivist. Han var generalsekreterare för människorättsorganisationen Amnesty International åren 2010 till 2018. Han har tidigare varit ordförande för biståndsorganisationen Actionaid och FN:s fattigdomsprojekt United Nations Millennium Campaign.
Han växte upp i Bangalore och tog en MBA på Indian Institute of Management Ahmedabad och en master i socialpolitik från London School of Economics.
Salil Shetty utsågs till Amnesty internationals generalsekreterare i december 2009 och tillträdde i juli följande år efter Irene Khan.  Han har fått brittisk kritik för att han vill decentralisera det internationella högkvarteret från London till 10 centraler i andra delar av världen och slå ihop det nationella och internationella kontoret i London. Ungefär 500 anställda i London påverkas av initiativet.